# La Calotterie
La Calotterie – miejscowość i gmina we Francji, w regionie Hauts-de-France, w departamencie Pas-de-Calais.
Według danych na rok 1990 gminę zamieszkiwało 550 osób, a gęstość zaludnienia wynosiła 58 osób/km² (wśród 1549 gmin regionu Nord-Pas-de-Calais La Calotterie plasuje się na 748. miejscu pod względem liczby ludności, natomiast pod względem powierzchni na miejscu 354.).
Miejscowość powstała w miejscu istnienia średniowiecznej osady Quentovic. Osada została złupiona przez wikingów w roku 842.